# 吴兴涵
吴兴涵（1993年2月24日—），是一名中国足球运动员。又名刘鹏，或刘会鹏。现效力中超球队山东泰山，司职中场。

## 俱乐部生涯
吴兴涵在鲁能泰山足球学校进行职业足球训练，2011年进入由鲁能梯队组成的山东青年队，征战2011年中国足球乙级联赛。5月21日，他在联赛第三轮的比赛中射进联赛生涯的首个进球，帮助山东青年2比0击败河北中基，获得组队后的第一场联赛胜利。 吴兴涵在2011赛季出场13次，打进8球，是球队的最佳射手。
2012年，吴兴涵被滕卡特提升进入了山东鲁能泰山一线队名单。3月26日，在中超第三轮山东鲁能主场3比3战平大连阿尔滨的比赛中，吴兴涵在第68分钟替补刘彬彬登场，表现出色。 6月23日，吴兴涵在山东鲁能泰山主场对阵上海申鑫的下半场替补登场，接到王永珀的长传破门，收获个人中超联赛首球。

## 国家队生涯
2010年12月，吴兴涵首次入选由宿茂臻挂帅的中国国青队大名单。 2011年，吴兴涵先后跟随国青队参加俄罗斯格兰纳钦青年足球邀请赛、法国土伦杯和潍坊杯等足球邀请赛，并在当年10月底至11月初进行的2012年亞足聯U19青年錦標賽資格賽中打进4球（都是在和新加坡国青队的比赛打进的），帮助国青队以2胜1平1负的成绩晋级正选赛。2021年，为备战3月开踢的卡塔尔世预赛亚洲区40强赛下半程比赛，中国男足将于1月22日至2月10日在海口展开2021年首期集训，他入选27人名单。
2021年6月8日世界杯外圍賽對菲律賓隊中，打進其於國家隊的第一個國際A級賽入球。

## 爭議事件
2023年1~3月，吳興涵被某位自稱是前女友的陳姓女士，實名舉報「騙財騙色」，而作為吳興涵隊友的戴琳也被牽扯進去。消息指借了陳姓女士5萬元人民幣，她一直在追問戴琳討要那5萬元，而戴琳表示已經把錢還給了吳興涵。為了自證清白，戴琳還在直播中與吳興涵妻子進行了連線，但是在過程中突然出現了「賭球」的字眼，於是戴琳緊急下播，但最後還是引起了軒然大波。
陳姓女士因不滿山東泰山球員吳興涵與她交往期間隱瞞結婚事實、要求她支付兩人交往支出等行為，大爆吳興涵涉嫌打假波、賭波，及多次嫖娼等，並指其妻子有雙重國籍。之後，陳姓女士還表示，會向足協、國家體育總局、中央紀委、湖北紀委、稅務局、出入境管理局等相關部門進行實名舉報。她還公布與吳興涵的聊天紀錄截圖，內容顯示吳興涵說目前中國「都是假球」，他也催促陳姓女士參加賭博，一場能賺30、40萬元人民幣。據中國媒體報道，不僅僅是吳興涵牽涉假球賭球之中，至少還有一名山東泰山的主力隊員也出現在舉報材料之中。

## 荣誉

### 山东泰山
- 中国足球超级联赛冠军：2021
- 中国足协杯：2014、2020、2021
- 中国足球协会超级杯：2015